# ميتشيل بيترز
ميتشيل بيترز (بالإنجليزية: Mitchell Peters)‏ هو فنان إيقاعي أمريكي، ولد في 17 أغسطس 1935 في ريد وينغ في الولايات المتحدة، وتوفي في 28 أكتوبر 2017 في إنسينيتاس في الولايات المتحدة.

## وصلات خارجية
- ميتشيل بيترز على موقع ميوزك برينز (الإنجليزية)
- ميتشيل بيترز على موقع ديسكوغز (الإنجليزية)